# Leucauge venusta
La araña del huerto (Leucauge venusta), es un arácnido perteneciente a la familia Tetragnathidae, del orden Araneae. Esta especie fue descrita por Walckenaer en 1841, originalmente bajo el nombre Epeira venusta. El nombre del género Leucauge en griego significa "con un destello brillante", y fue propuesto por Charles Darwin derivado de las colectas que realizó durante su viaje en el Beagle. El epíteto específico, venusta, en latín significa encantadora, elegante, o bella.

## Clasificación y descripción
Es una araña perteneciente a la familia Tetragnathidae, cuyos miembros son conocidos comúnmente como “arañas de quelíceros alargados”, y pertenece al orden Araneae. La coloración es muy llamativa, el prosoma es verde claro, con líneas verde oscuras por los lados y una en la parte central, la cual muestra una depresión, presenta ocho ojos; los dos primeros pares de patas son más alargados que los dos restantes, siendo el tercero el más corto, su coloración es verde intenso, con las articulaciones oscuras; el opistosoma se encuentra muy decorado, predomina el color plateado, pero se observan vivos verdes, naranjas y amarillos por los lados, en la parte ventral presenta una mancha anaranjada brillante. Es considerada un buen agente biológico de control de plagas. Se les puede hallar en el centro de la telaraña que construyen, generalmente de cabeza, dejando el vientre hacia arriba. 

## Distribución
Según el World Spider Catalog, está registrada para Estados Unidos. También puede ser vista en Venezuela, Colombia, Ecuador y Puerto Rico, el Caribe mexicano y partes de Centroamérica como lo es Honduras.

## Ambiente
Es de ambiente terrestre. Hay una gran variedad de hábitats en los que se le ha registrado, se le puede hallar en arbustos bajos, huertos urbanos, árboles pequeños, etcétera.

## Estado de conservación
Hasta el momento en México no se encuentra en ninguna categoría de protección, ni en la Lista Roja de la IUCN (International Union for Conservation of Nature) ni en CITES (Convención sobre el Comercio Internacional de Especies Amenazadas de Fauna y Flora Silvestres).